# Bertha Dehn
Bertha Meta Dehn (* 23. November 1881 in Hamburg; † 17. April 1953 ebenda) war eine deutsche Violinistin, Musiklehrerin und die erste Frau, die im Hamburger Opernorchester spielte.

## Leben
Bertha Dehn war das sechste von acht Kindern des Arztes Maximilian Moses Dehn und seiner Frau Bertha. Ihre Violinen-Ausbildung erhielt Bertha Dehn in Hamburg an dem von Julius von Bernuth gegründeten Bernuth’schen Konservatorium sowie bei Henri Marteau.
Nach dem frühen Tod des Vaters (1897) geriet die Familie in finanzielle Schwierigkeiten, und Bertha Dehn verbrachte einige Jahre bei einem Onkel in England. Spätestens ab 1909 war sie zurück in Hamburg und begann als Musiklehrerin zu arbeiten.
Von 1915 bis 1933 gehörte sie als erste und einzige Frau dem Orchester der Hamburger Oper an, wo sie die Position der Ersten Geige bekleidete. 1932 wurde sie vom Ersten an das Zweite Pult degradiert, im September 1933 kündigte man ihr. Dass dabei ihre jüdische Herkunft ausschlaggebend war, lässt sich vermuten, wurde jedoch nicht nachgewiesen. Dem damaligen Operndirektor Albert Ruch gelang es, die Kündigung in eine frühzeitige Pensionierung aus Krankheitsgründen, gestützt durch Gutachten, umwandeln zu lassen, wie er dies auch für die anderen jüdischen Mitarbeiter des Hauses erwirkte.
Nach 1933 lebte Bertha Dehn von einer kleinen Pension und einigen wenigen Geigenschülern. Darüber hinaus wirkte sie in verschiedenen Ensembles bei Veranstaltungen des Jüdischen Kulturbundes mit, so im 1934 von Edvard Moritz gegründeten Jüdischen Kammerorchester Hamburg und 1936 bis 1938 im Orchester des Jüdischen Kulturbundes Rhein-Main in Frankfurt sowie bei verschiedenen privaten Konzerten.

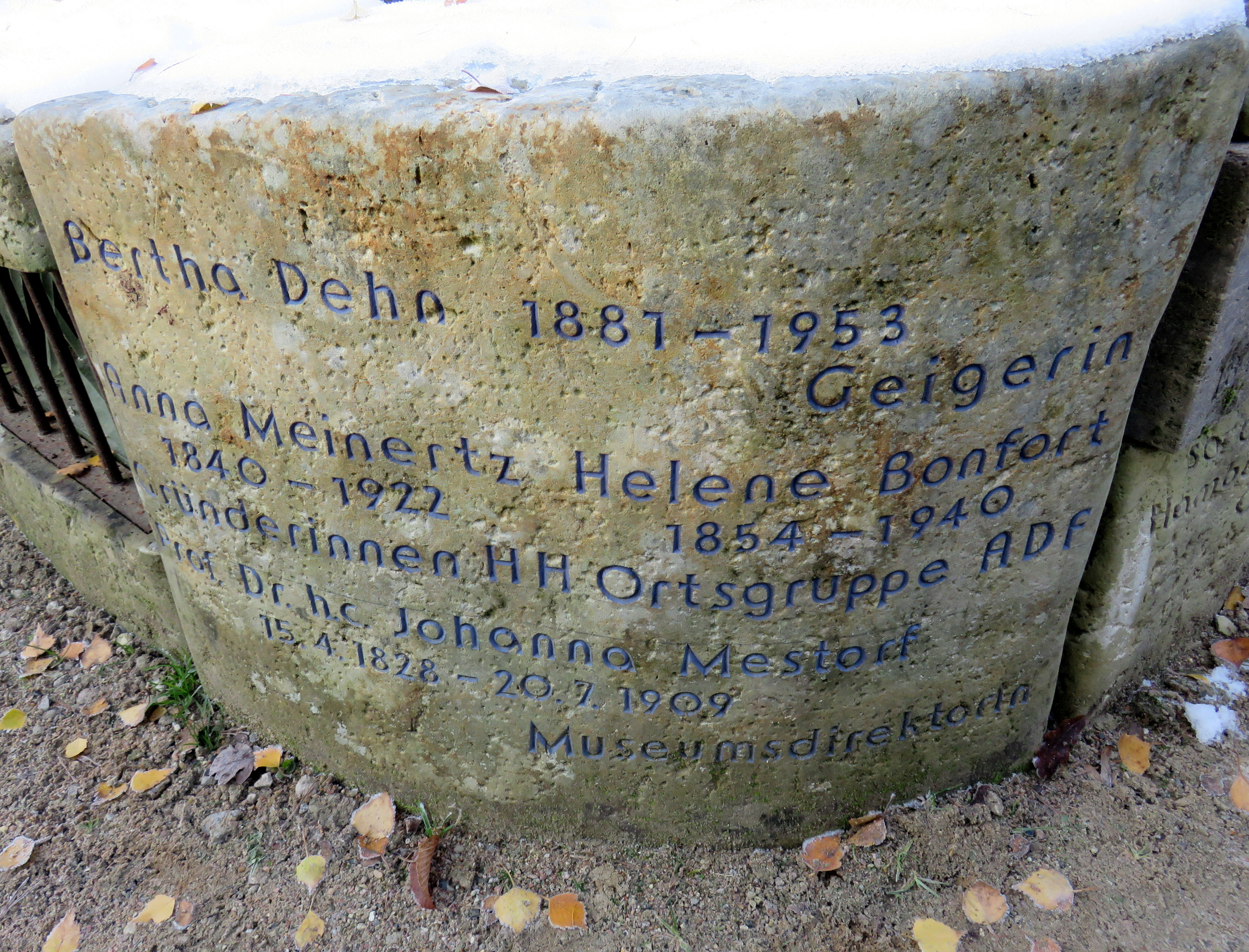
Bertha Dehn auf Gedenkstein der Erinnerungsspirale des Gartens der Frauen

1941 gelang Bertha Dehn die Emigration zu ihrem Bruder Georg nach Quito, Ecuador, ihre Deportation in das Ghetto Litzmannstadt (Lodz) war bereits durch einen geheimen Erlass für den 25. Oktober 1941 vorgesehen. Ihr Name stand schon auf zwei Listen für den am 25. Oktober 1941 geplanten Deportationszug (diese Listen sind auch der Grund dafür, weshalb sie in verschiedenen Publikationen als verschollen bezeichnet wird). In Cuenca konnte sie ihren Lebensunterhalt durch Geigen- und Sprachunterricht bestreiten und wurde Mitglied eines Streichquartetts. Aus gesundheitlichen Gründen lebte sie die letzten beiden Jahre vor ihrer Rückkehr nach Hamburg in Porto Alegre, Brasilien.
Nach ihrer Reimmigration 1948 trat Bertha Dehn wieder der jüdischen Gemeinde Hamburgs bei, aus der sie 1924 ausgetreten war, und bezog eine Wohnung im Jüdischen Altersheim in der Sedanstraße 23. Trotz eines stark beeinträchtigenden Augenleidens nahm sie das Geigenspiel wieder auf und ließ sich von ihrem Großneffen, dem Geiger Thomas Brandis, unterrichten.
Bertha Dehn litt sehr unter den Schicksalsverläufen ihrer Verwandten, insbesondere der ihrer Geschwister (Emigration, Deportation). Sie starb 1953, bald nach dem Tod ihres Lieblingsbruders, des Mathematikers Max Dehn, mit welchem ein Wiedersehen in Hamburg geplant war. Die Urne Bertha Dehns wurde auf dem Ohlsdorfer Friedhof beigesetzt, im Garten der Frauen wird auf einem Gedenkstein der Erinnerungsspirale an sie erinnert.